# 5時夢中!
5時夢中!（日語：5時に夢中!）是東京都會電視台自2005年4月4日開始播出的Wide Show、信息類節目，播出時間是每週一至週五17點至18點。節目以「言論自由」為主題，基本內容是介紹當天晚報的新聞。現任週一至週四主持人是府川亮，週五主持人是原田龍二。貴婦松子等人因該節目而成名。2017年6月30日，5時夢中!播出了第3000期節目。該節目在群馬電視台、SUN電視台、京都放送、栃木電視台也有播出。

## 外部連結
- 5時に夢中! オフィシャルWEBサイト（页面存档备份，存于） 生投票で番組参加出来る
- 5時に夢中! モバイルサイト（页面存档备份，存于） ケータイから生投票が出来る
- 5時に夢中! YouTube（页面存档备份，存于） （页面存档备份，存于）
- 5時夢中!的X（前Twitter）
- 5時夢中!的Facebook專頁